# Phanerotomella nigrialba
Phanerotomella nigrialba är en stekelart som beskrevs av Herbert Zettel 1989. Phanerotomella nigrialba ingår i släktet Phanerotomella och familjen bracksteklar. Inga underarter finns listade i Catalogue of Life.